# Quartier Churchill
Pour les articles homonymes, voir Churchill.
Le quartier Churchill (en néerlandais : Churchillwijk) est un quartier résidentiel de la commune bruxelloise d'Uccle, à proximité de la forêt de Soignes. Ce quartier porte le nom de Sir Winston Churchill, homme d'État britannique.

## Historique
Son artère principale, l'avenue Winston Churchill, portait anciennement le nom d'avenue Longchamp. Ce quartier offre plusieurs restaurants bien connus comme les Brasseries Georges,, devant lequel se trouve une statue d'Olivier Strebelle (1927-2017) intitulée l'Accueil (2004). C'est également dans ce quartier que se situent le musée Alice et David van Buuren et ses jardins ainsi que le club de tennis et de hockey, royal Léopold club, fondé en 1893, communément appelé le Léo .

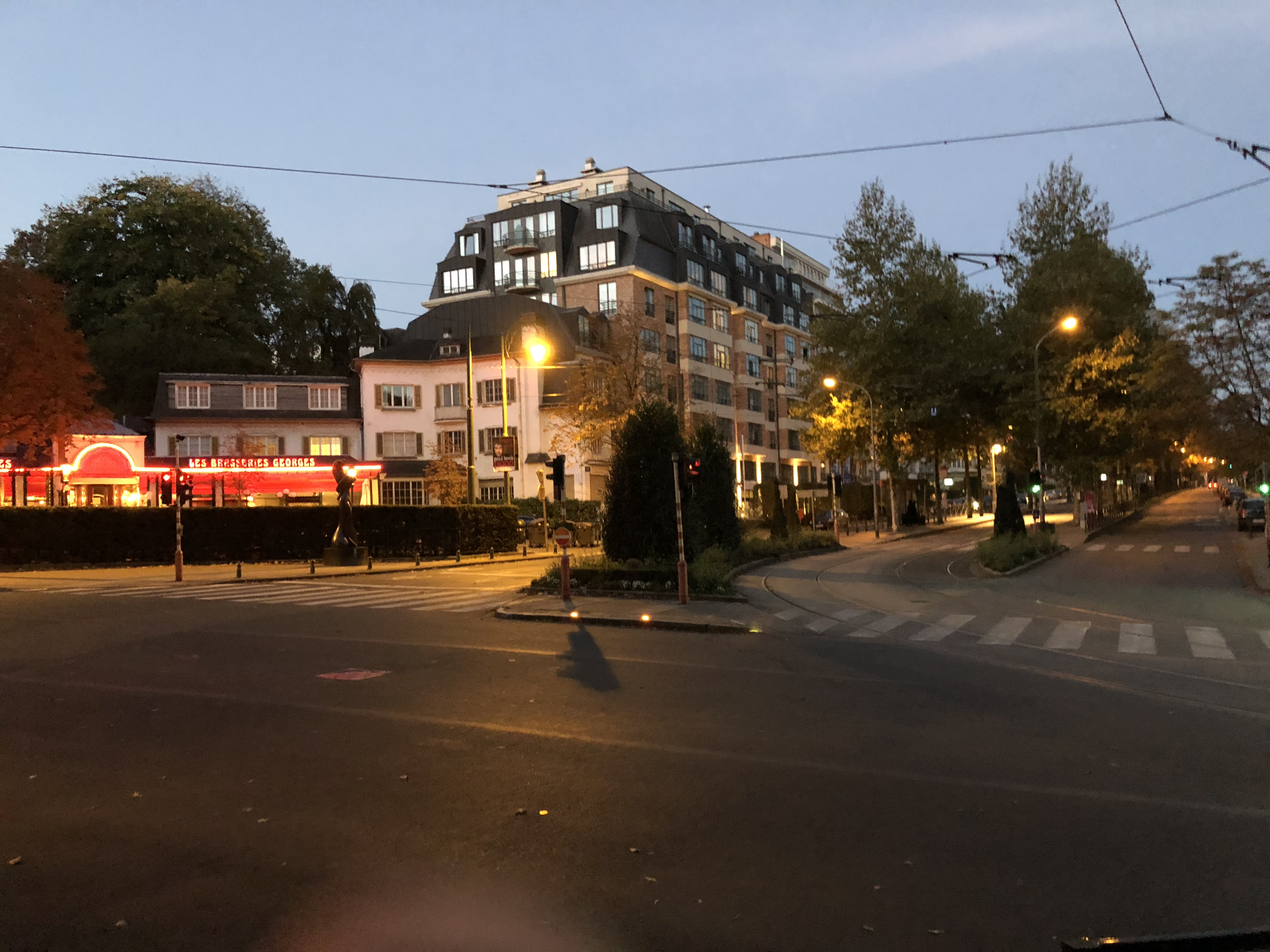
Vue matinale de l'avenue Churchill depuis la chaussée de Waterloo, à gauche, les Brasseries Georges et, à droite, le Domaine Churchill Senior Resort

## Monuments

### Au rond-point Churchill
Une statue de Winston Churchill fut inaugurée le 4 octobre 1967 par la princesse Margaret en présence du prince Albert, futur roi des belges.

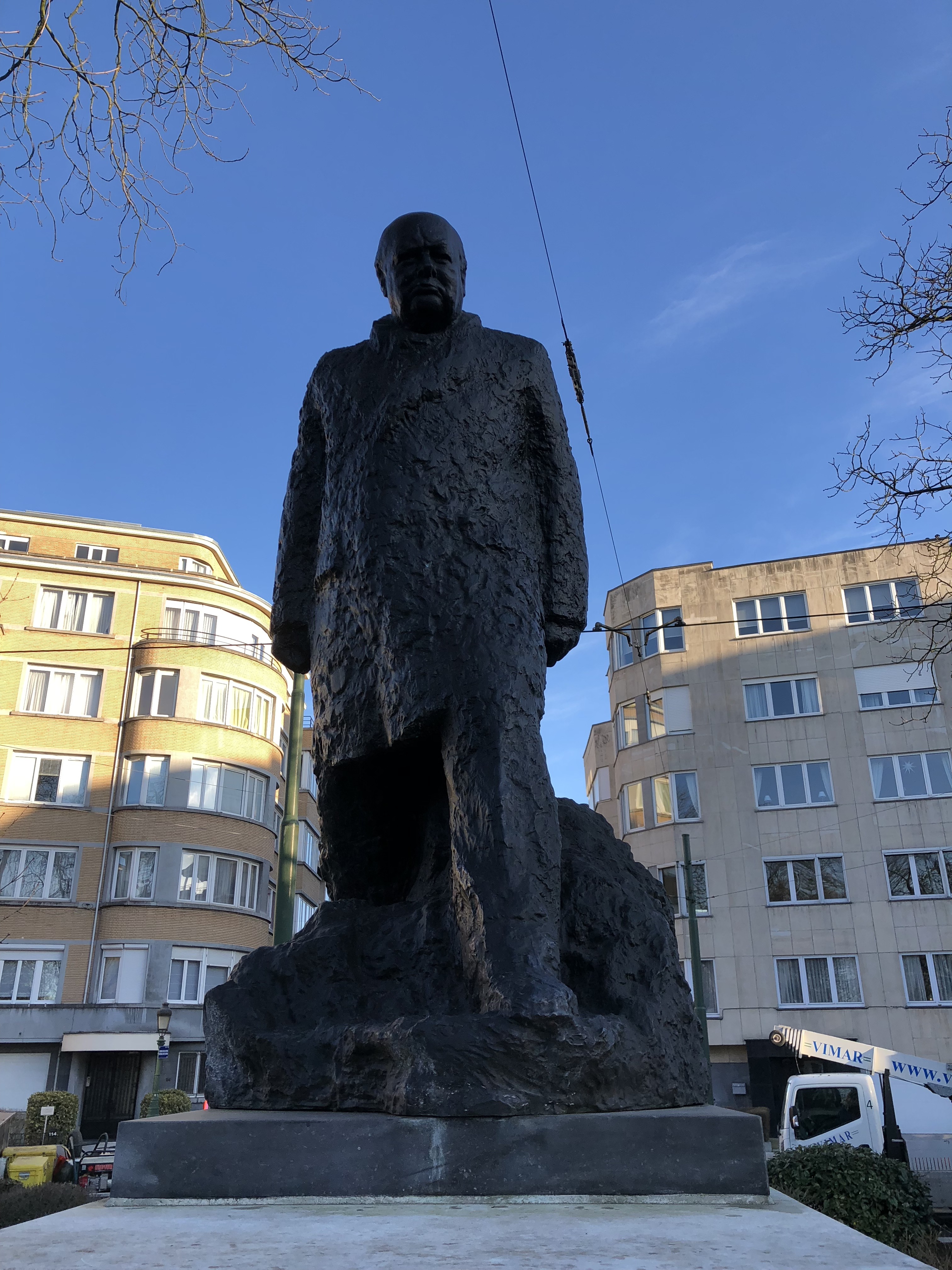
De face
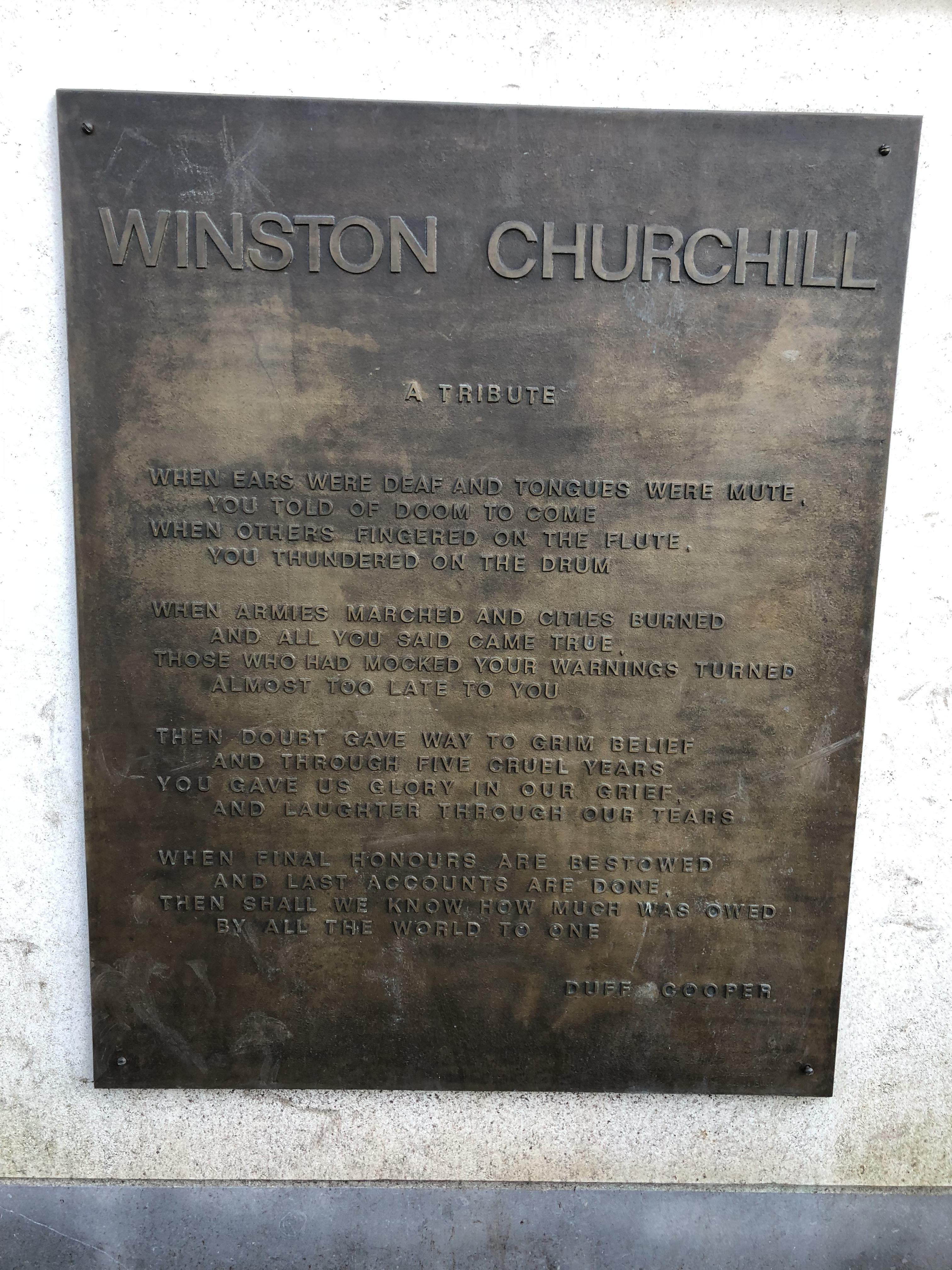
Poème de Duff Cooper
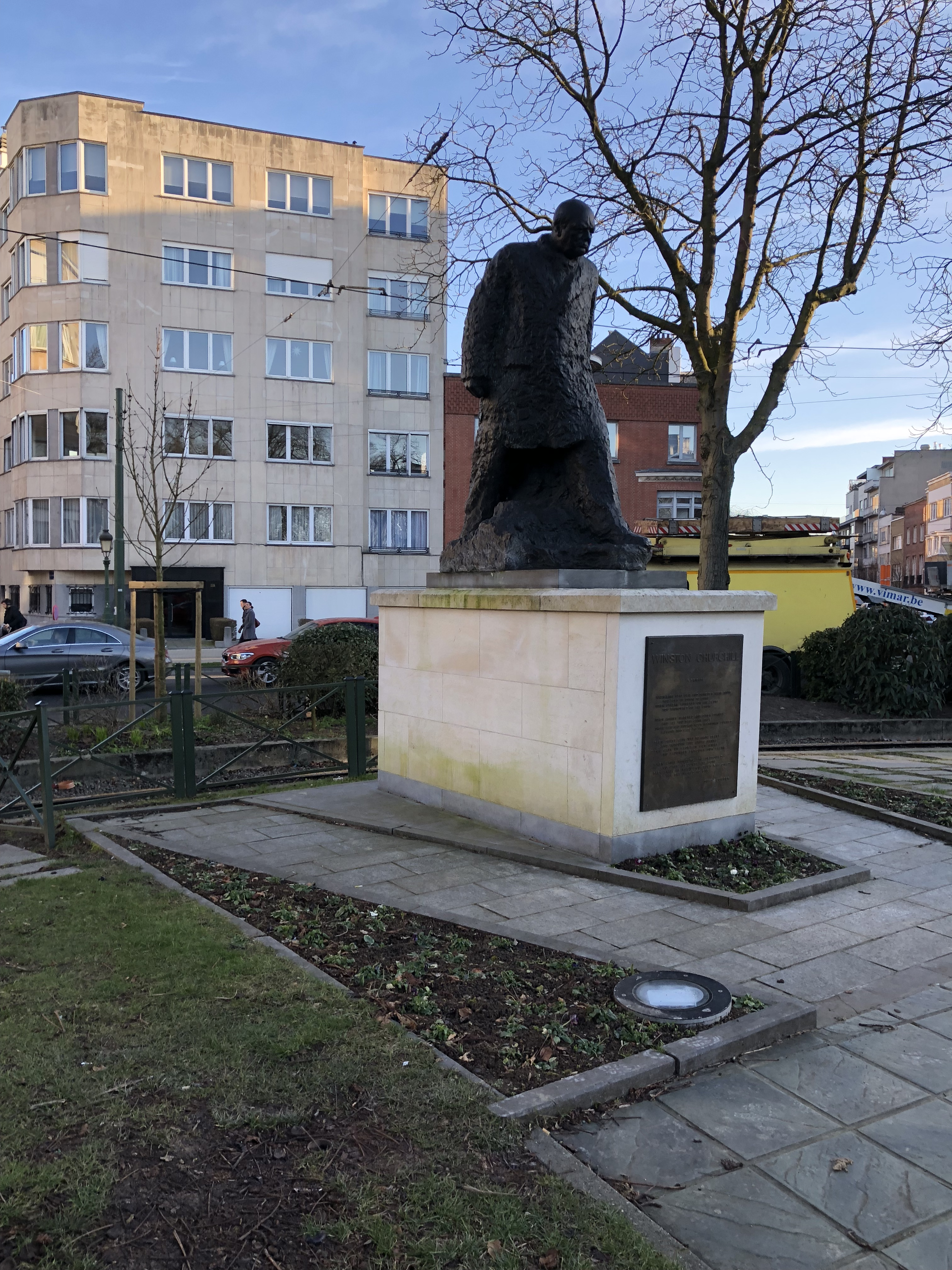
De profil

### Au parc Montjoie

#### A l'entrée du parc
Le 12 octobre 2015, les princesses Astrid de Belgique et Anne de Grande-Bretagne ont inauguré ensemble la statue du buste d'Edith Cavell, infirmière britannique exécutée a Schaerbeek le 12 octobre 1915 à l'âge de 49 ans pour avoir permis l'évasion de soldats alliés sous l'occupation.

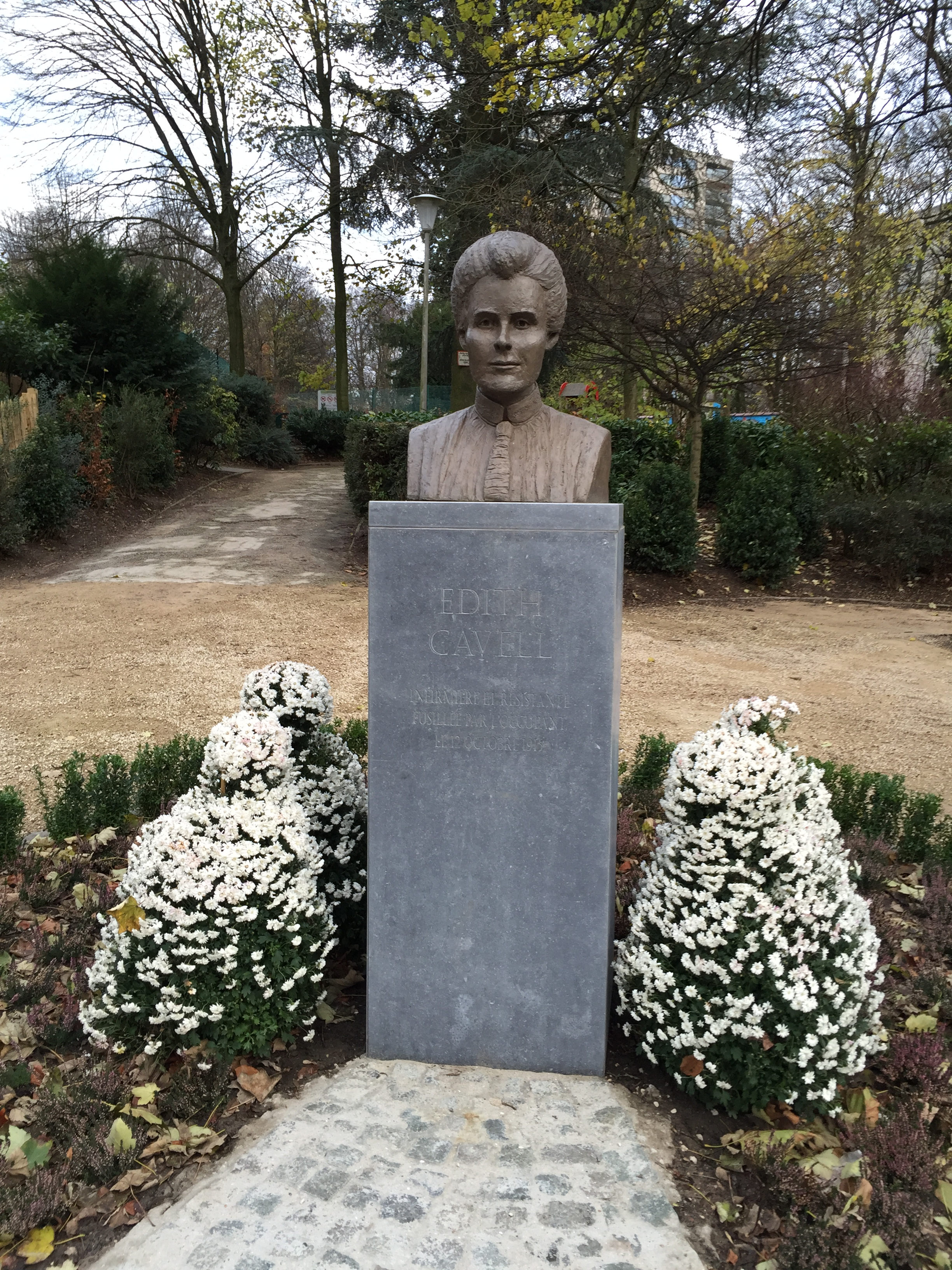
Statue à l'entrée du parc commémorant le centenaire du décès d'Edith Cavell. Œuvre de Nathalie Lambert.

#### A la sortie du parc
Le cadet des frères Carsoel, Pierre (1857-1928), céda toute sa fortune à la commune d'Uccle qui inaugura une statue à son effigie dans le parc Montjoie pour le remercier.

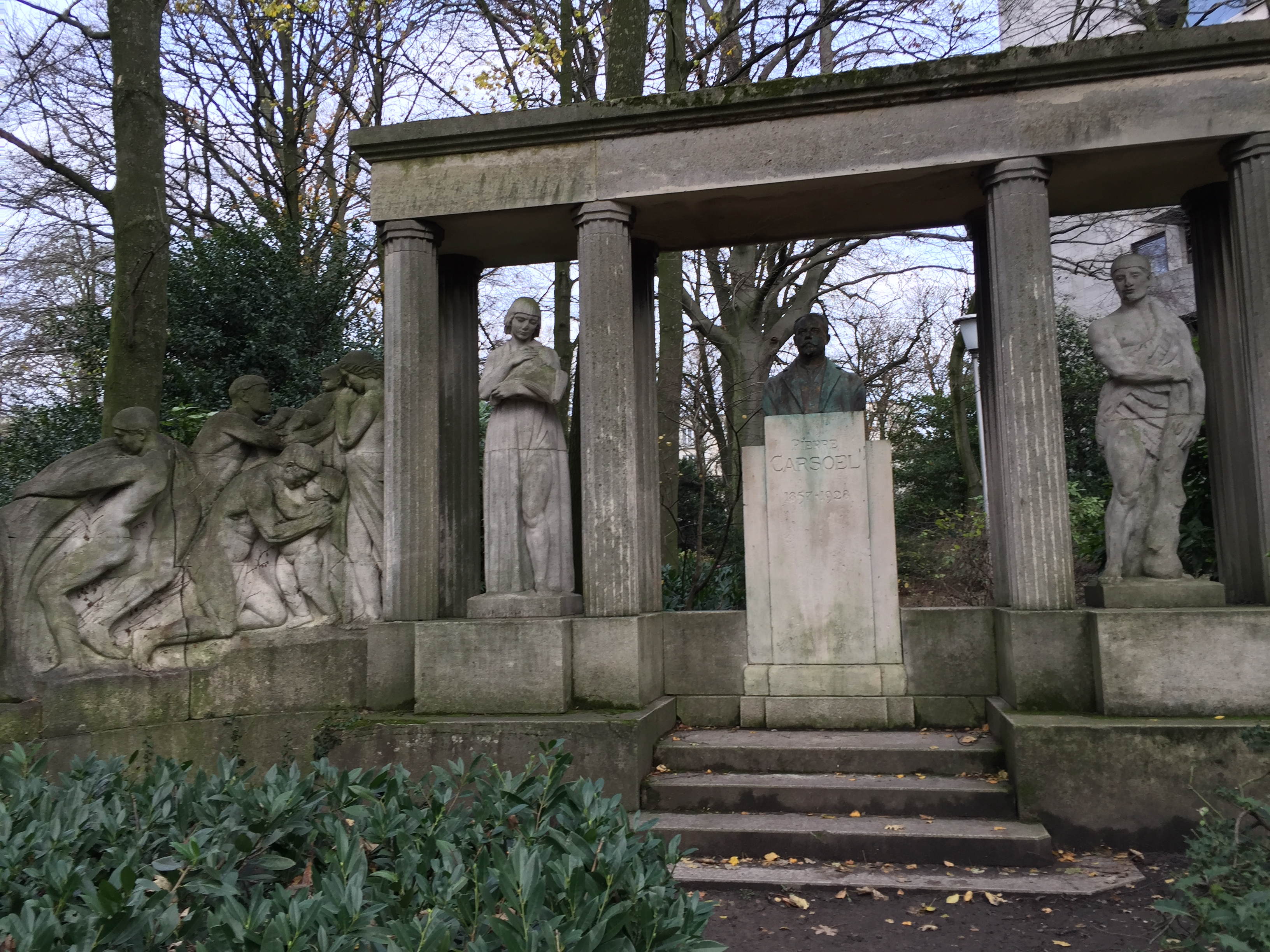
Monument Jean et Pierre Carsoel Œuvre de Joseph Witterwulghe[6] (1883-1967)
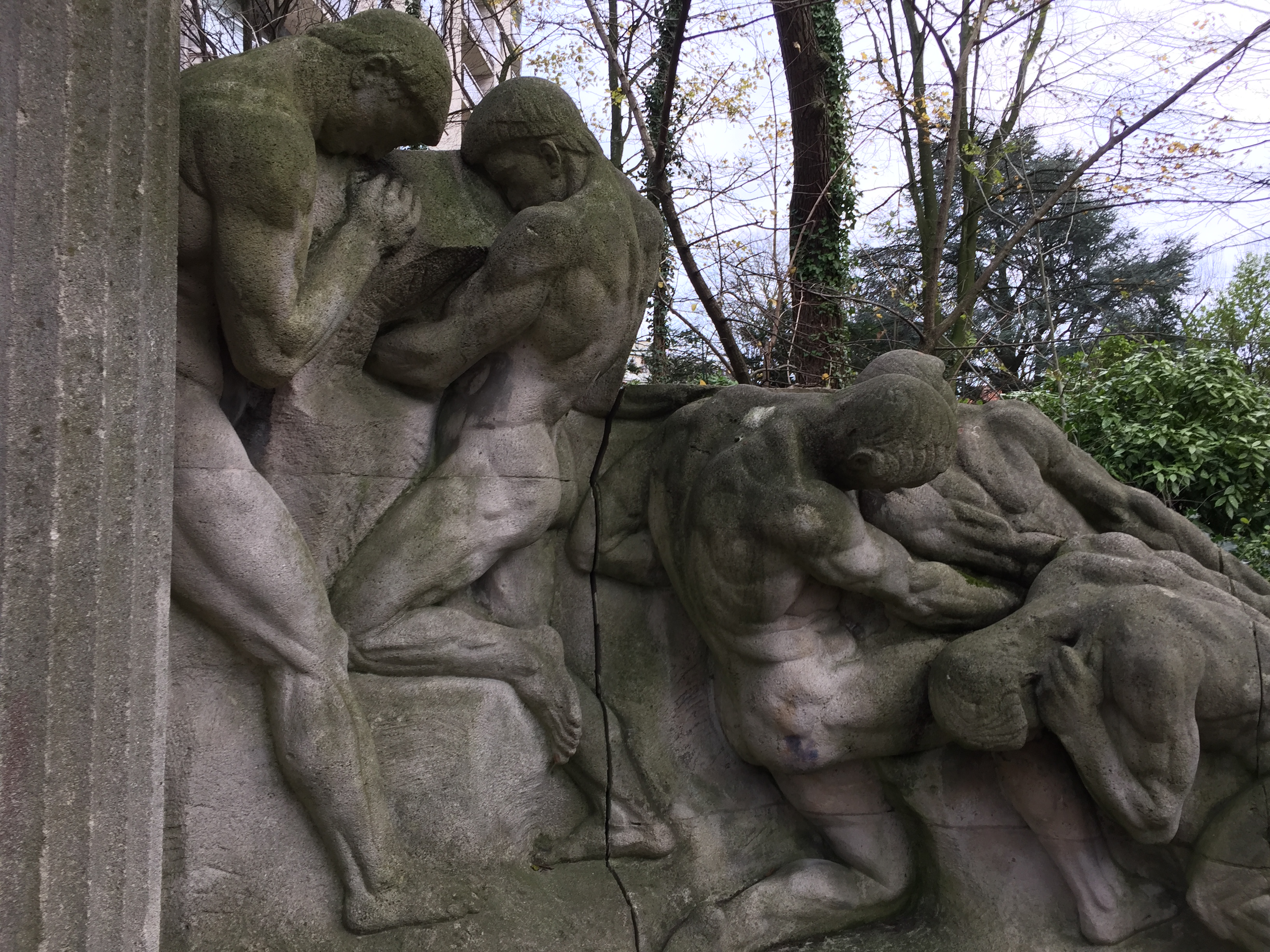
Détail du côté droit du monument

### Rue Edith Cavell et rue Marie Depage
Cette statue, qui fut inaugurée le 15 juillet 1920, est adossée à la clinique Edith Cavell, à l'angle de la rue Edith Cavell et rue Marie Depage.

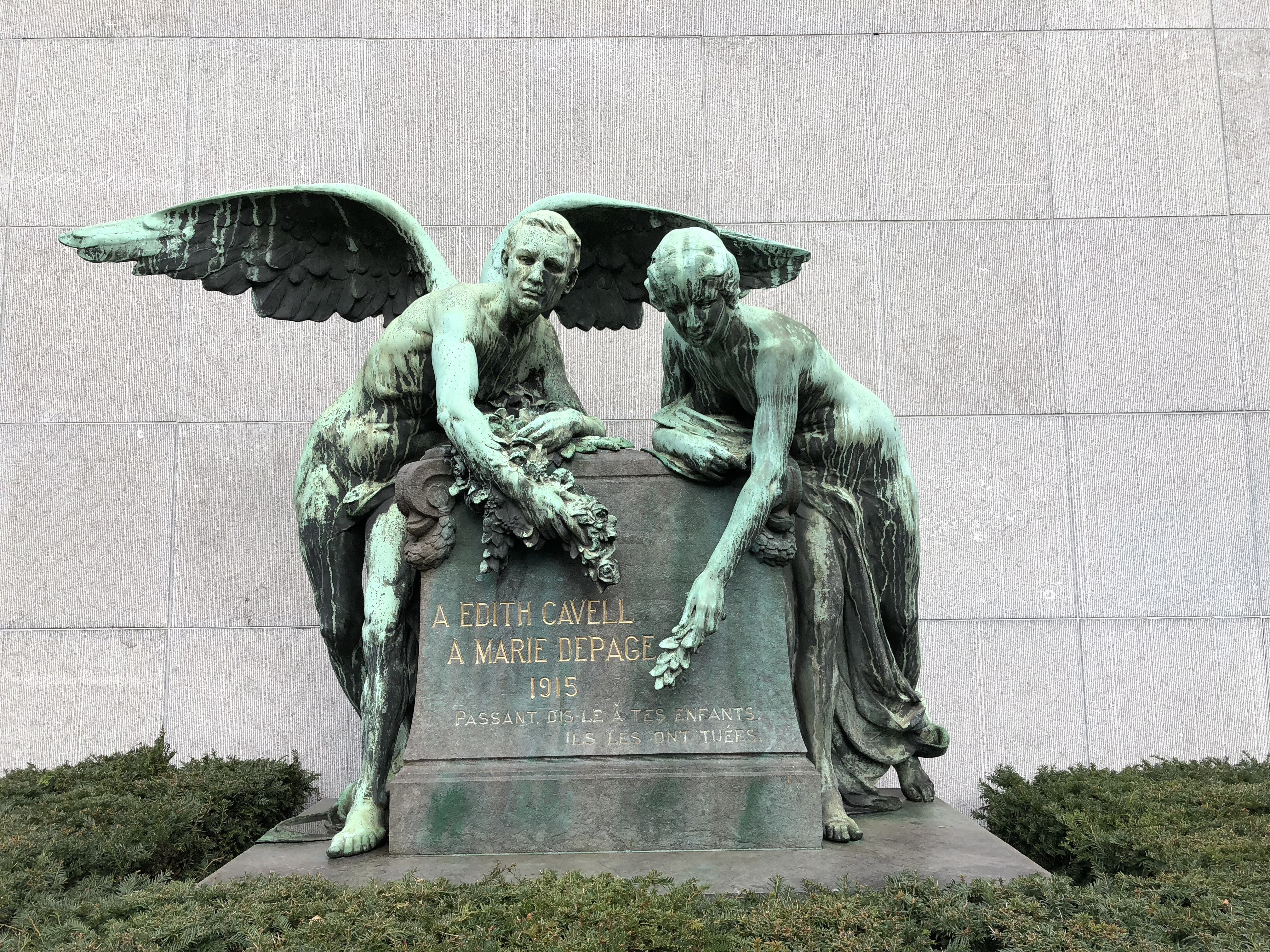
Monument à la mémoire d'Edith Cavell et Marie Depage, œuvre du sculpteur Paul Du Bois, 1920

## Musée

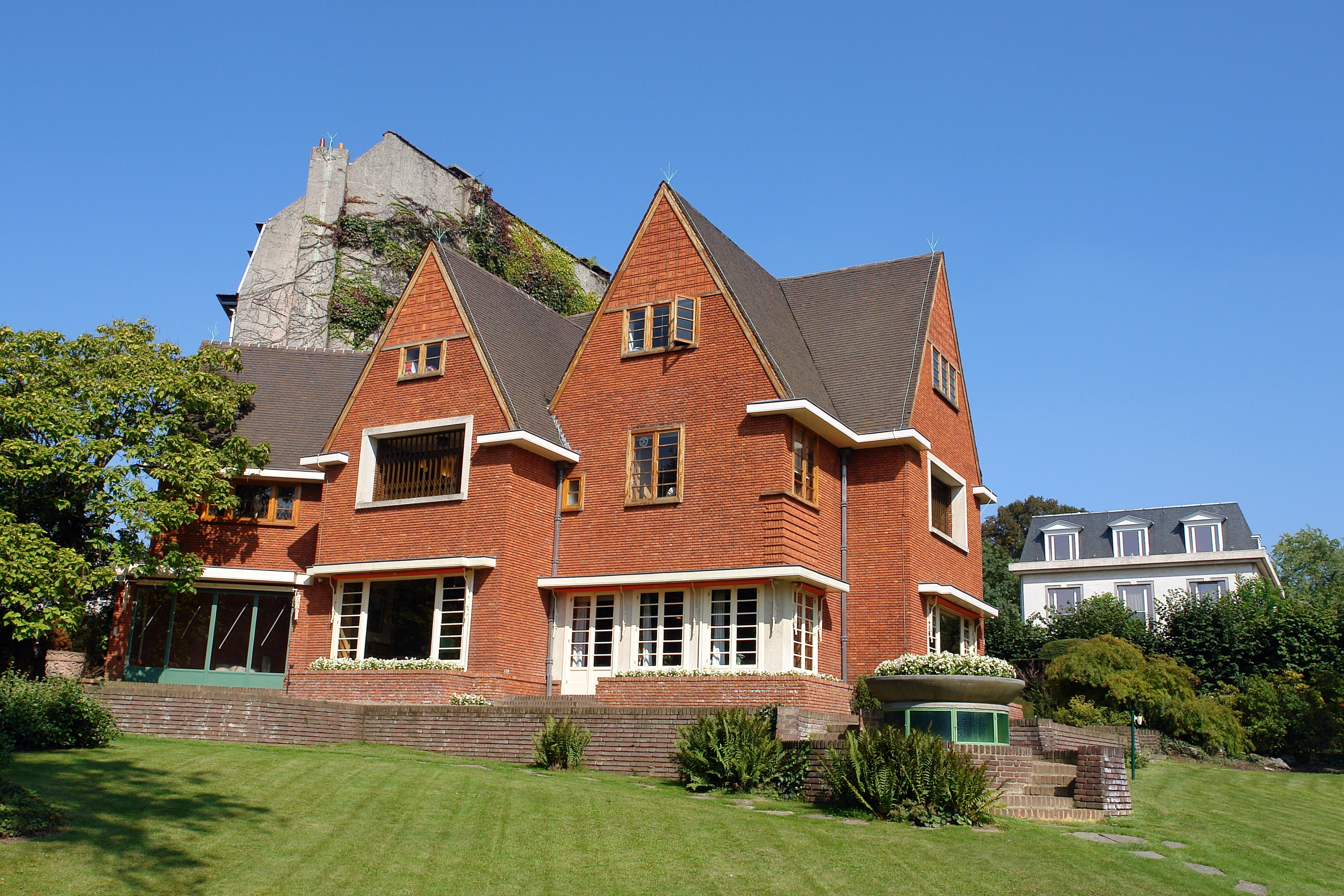
Musée Alice et David van Buuren
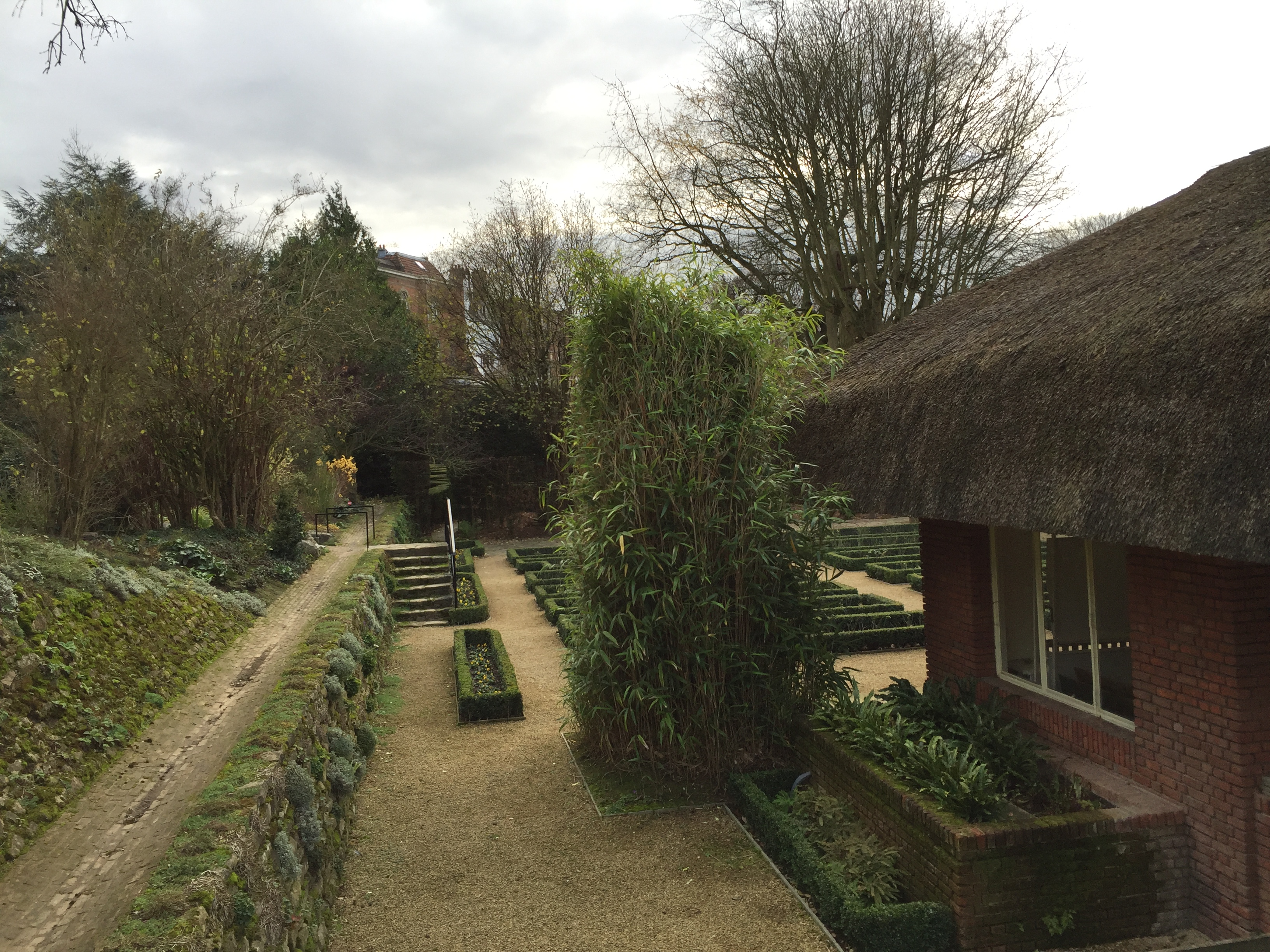
Jardin Van Buuren

- Musée Alice et David van Buuren
- Jardin Van Buuren

## Ambassades et consulats
- Bulgarie
- Guatemala
- Kenya
- Roumanie
- eSwatini

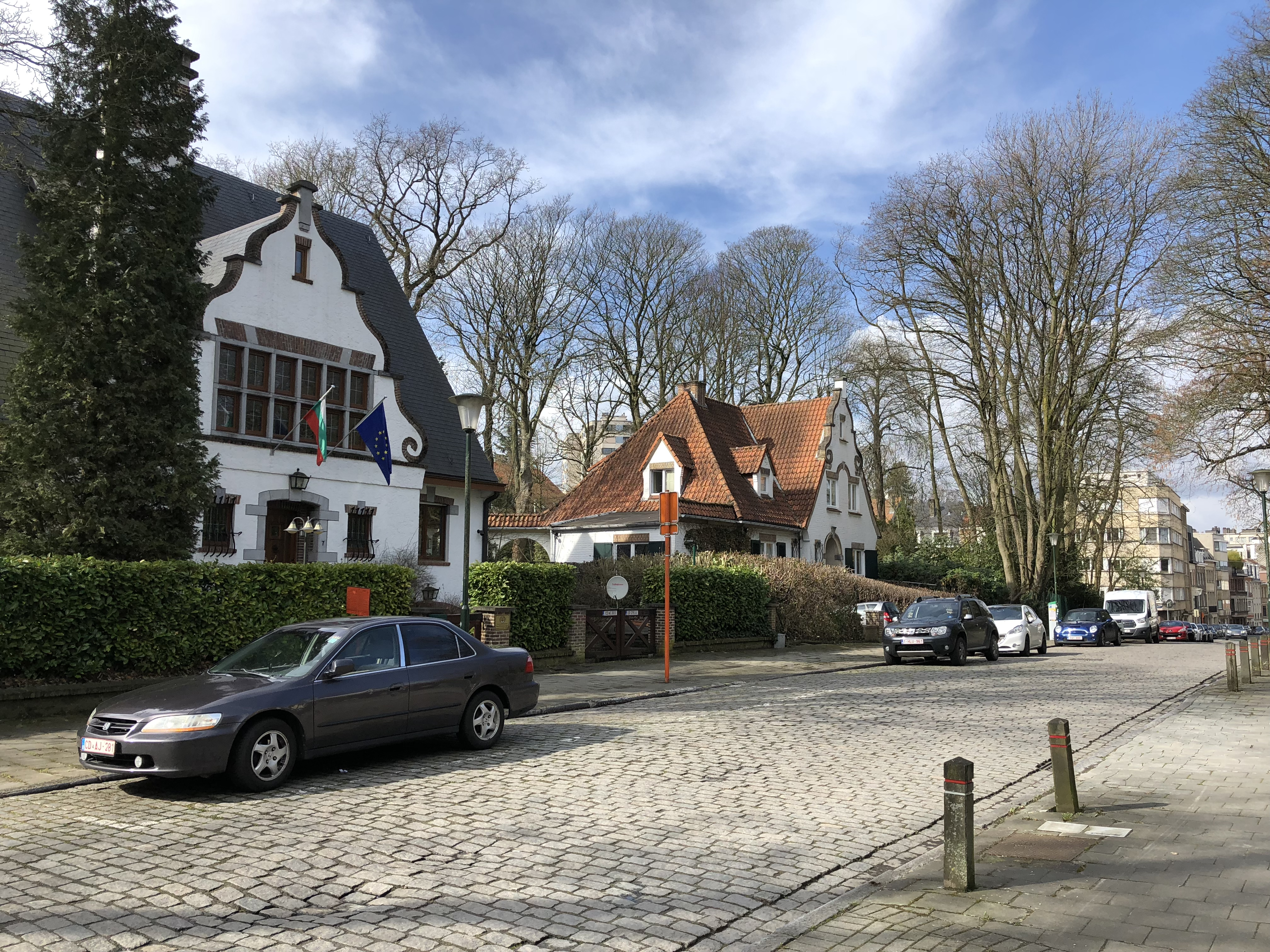
L'ambassade de Bulgarie, avenue Moscicki.
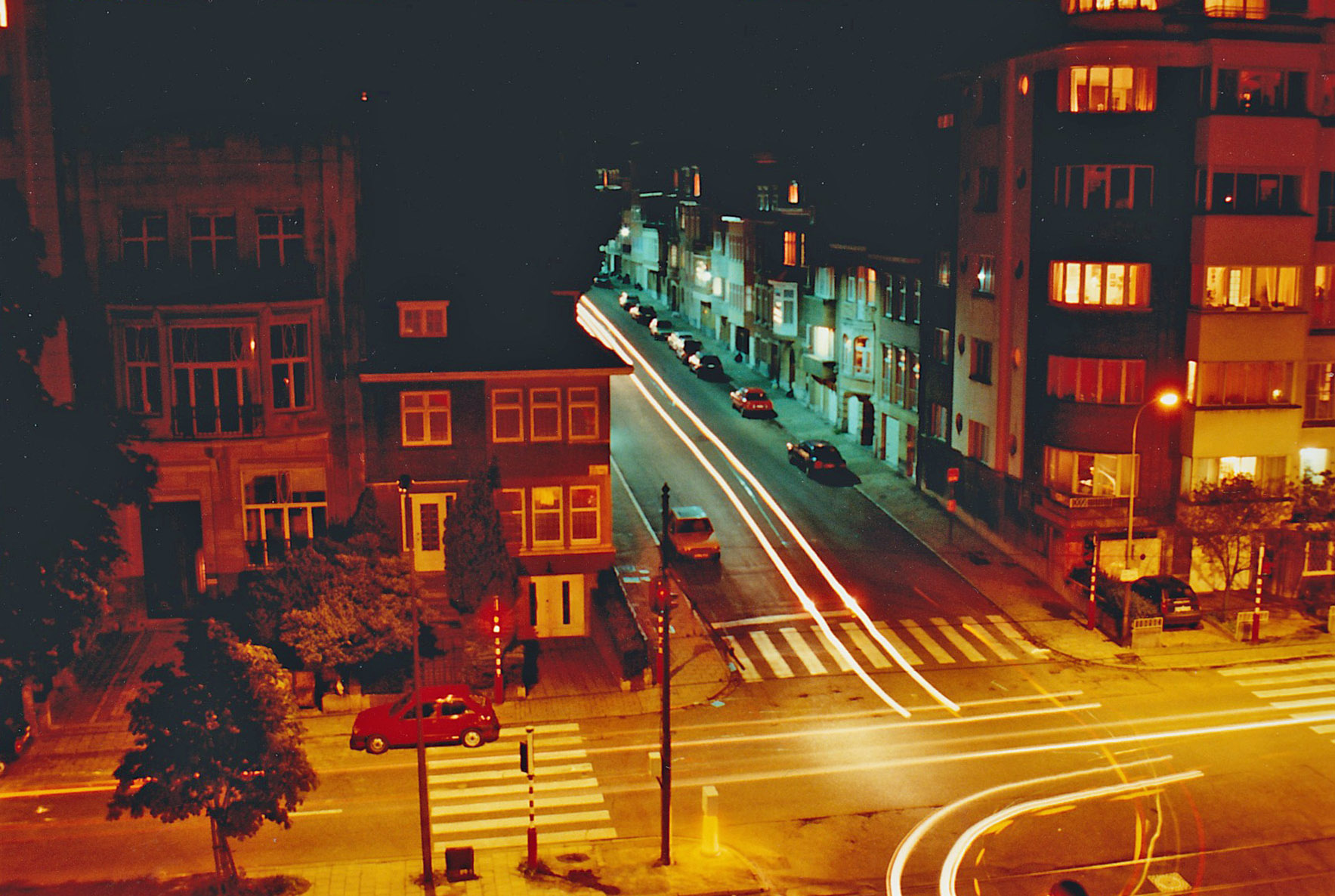
L'ambassade du Guatemala, vue de nuit sur l'avenue Winston Churchill.
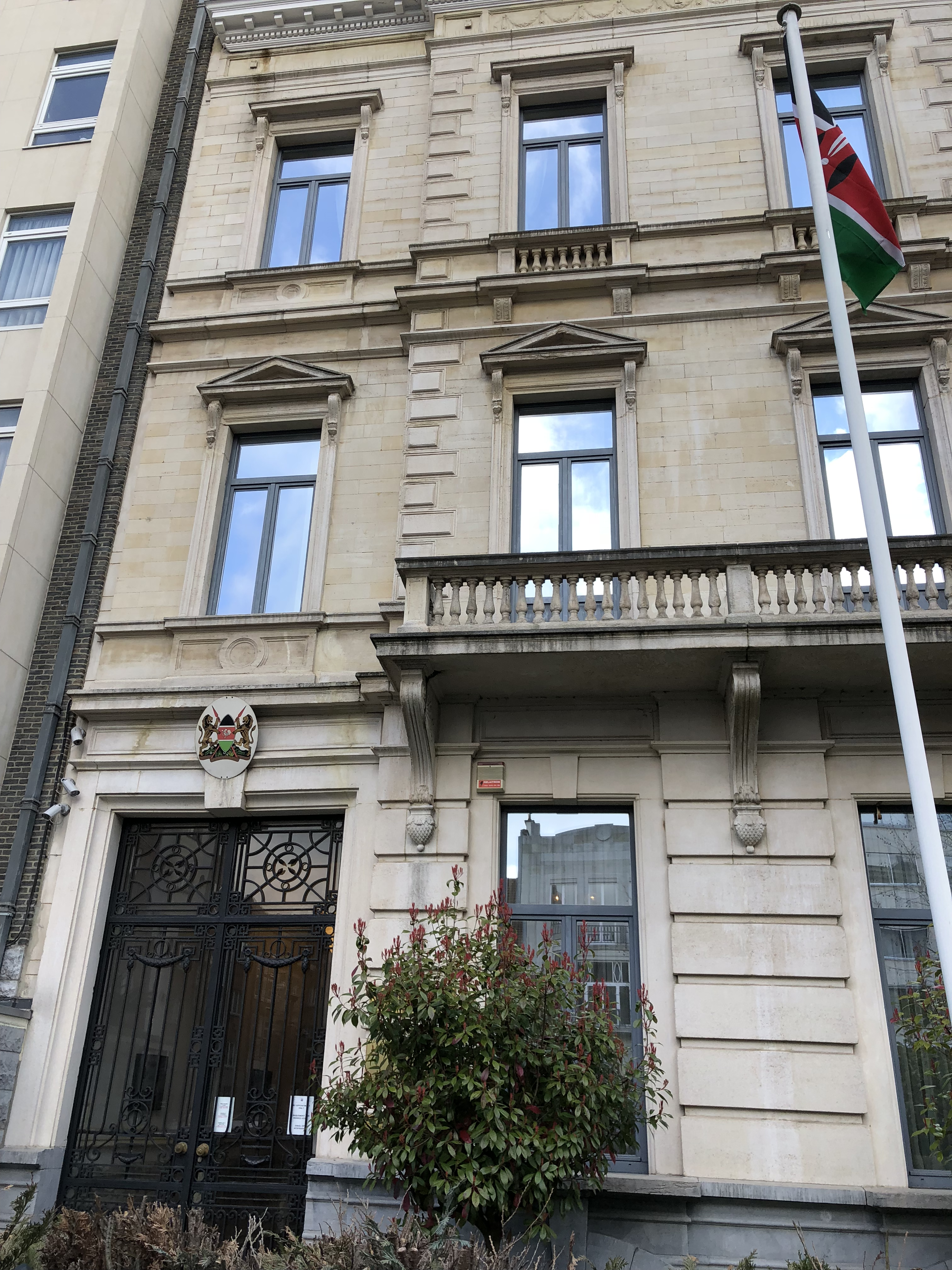
L'ambassade du Kenya.
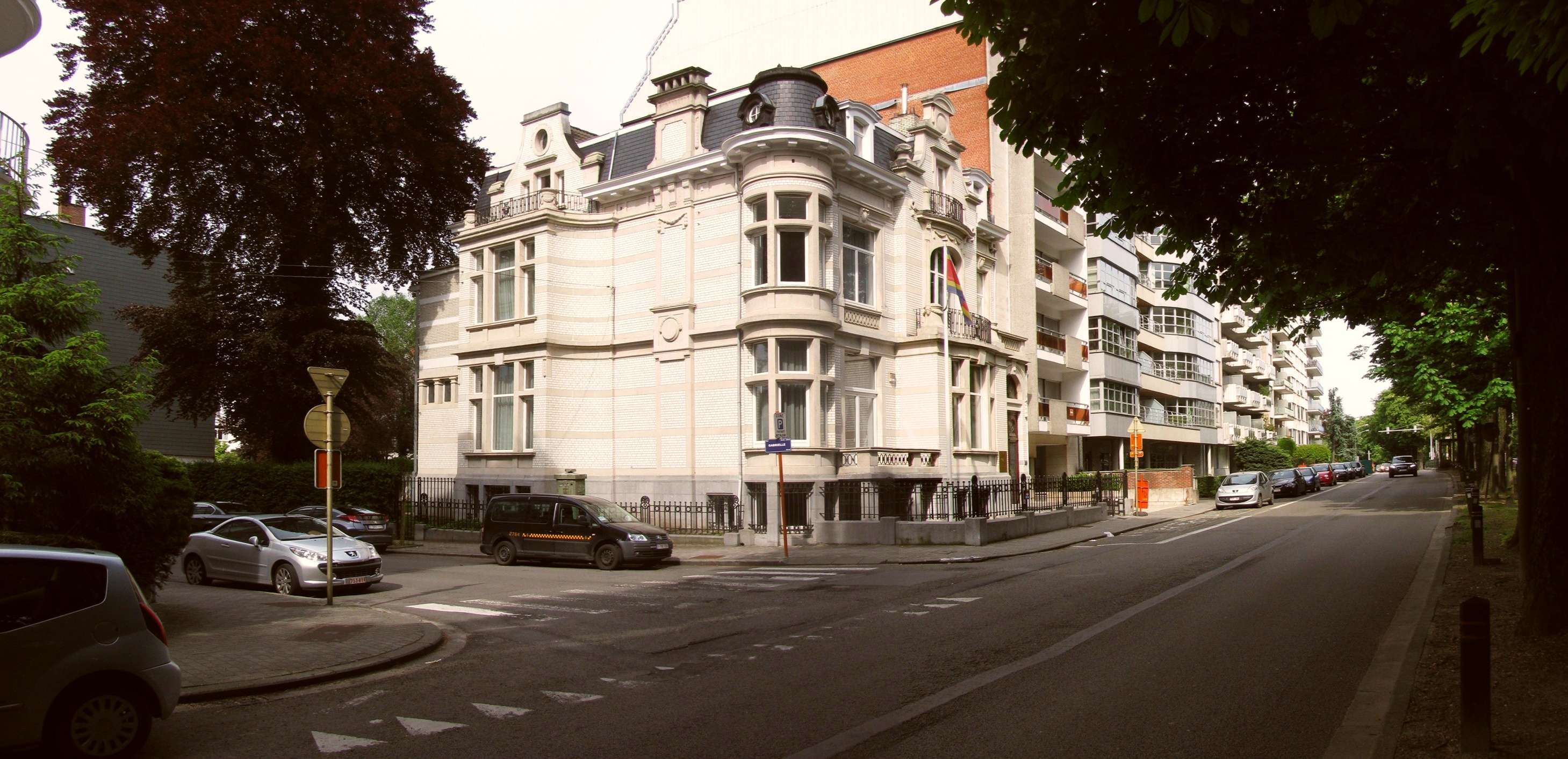
L'ambassade du Swaziland, Hôtel de maître par Paul Picquet.
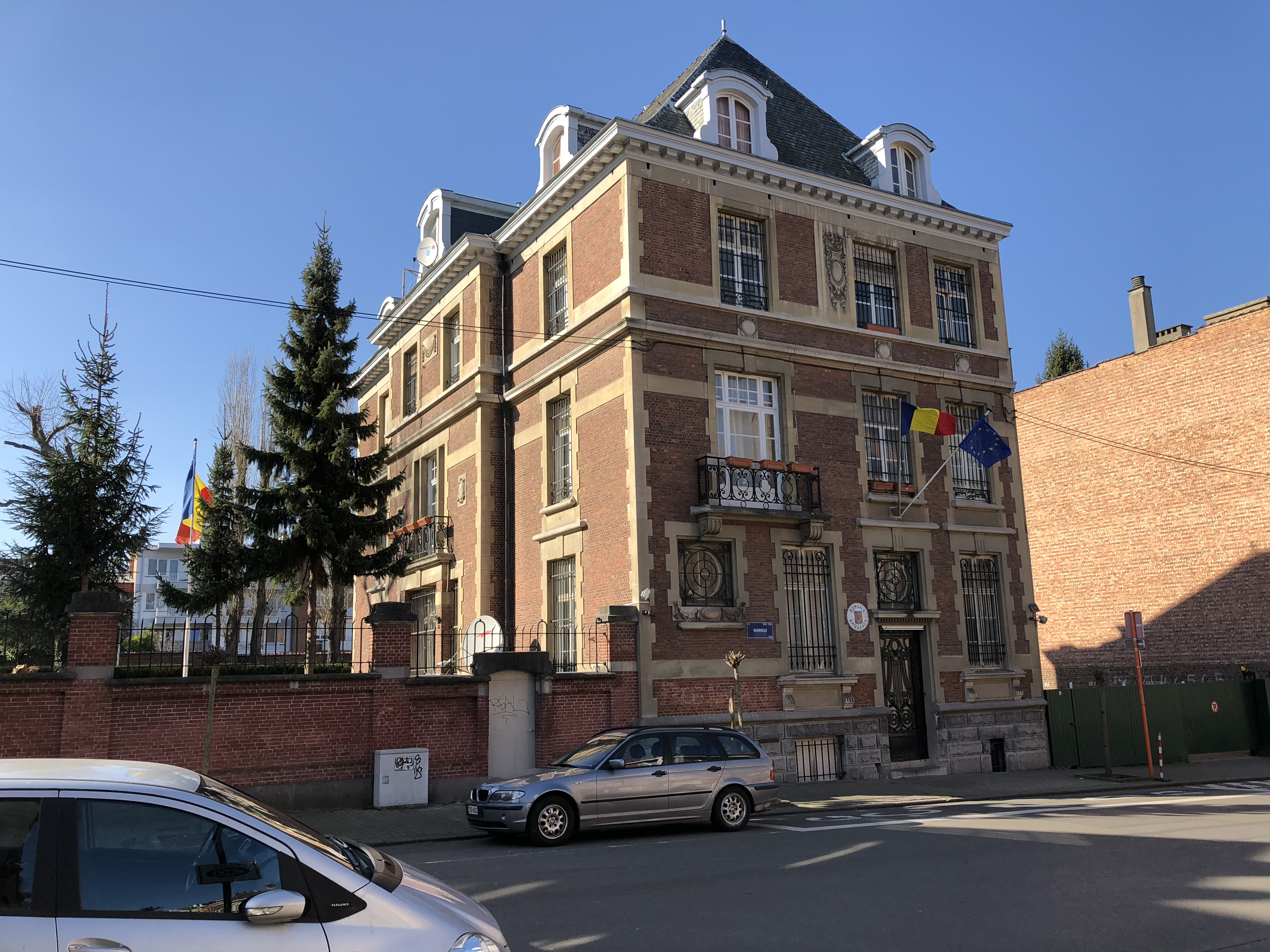
L'ambassade de Roumanie, rue Gabrielle.

ainsi que, avenue Bel-Air :
- Section Éducation de l’Ambassade de la République populaire de Chine au Royaume de Belgique

## Club omnisports

Royal Léopold Club (omnisports) et Royal Léopold Club (hockey)

## Notes et références

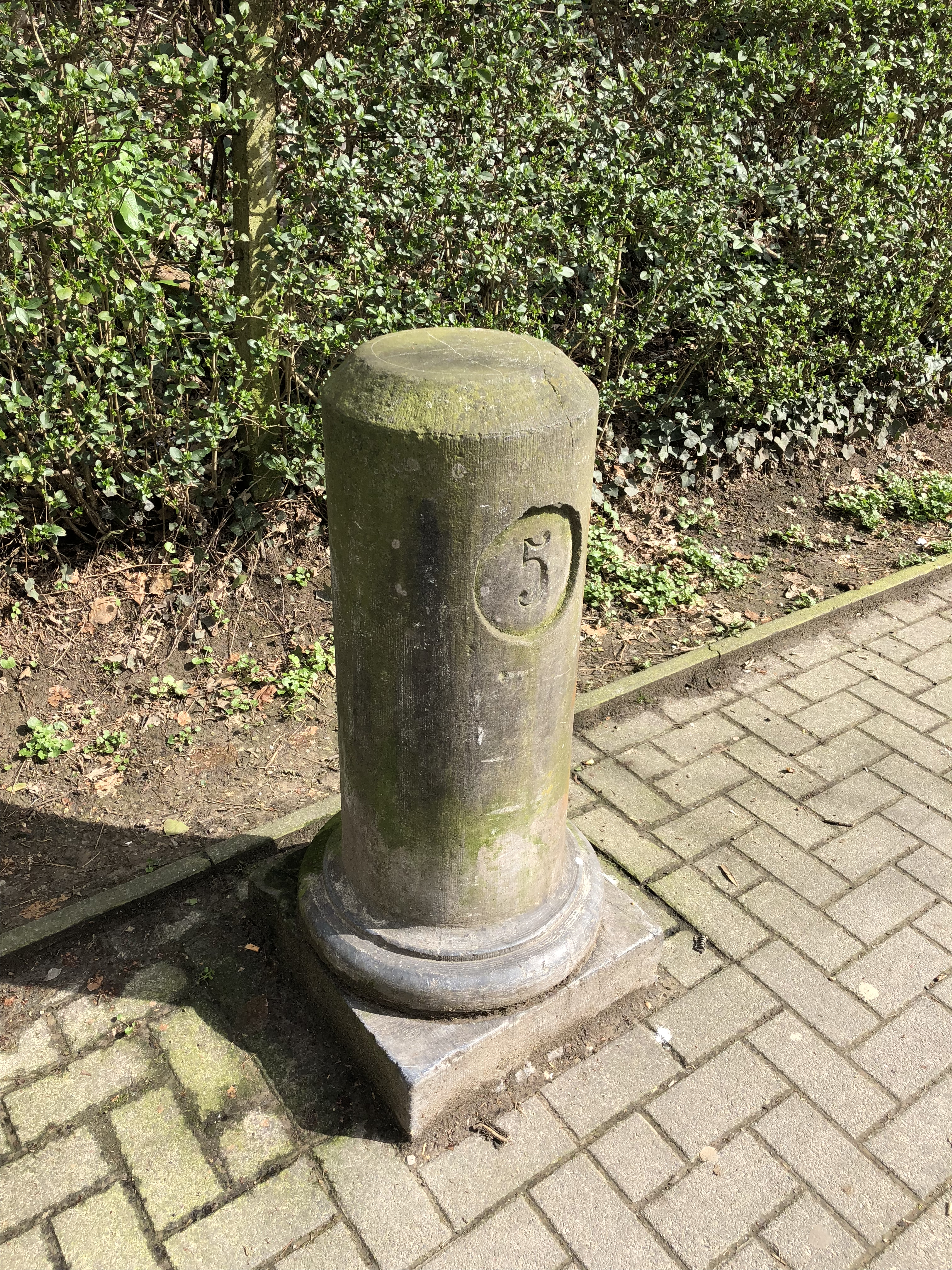
Ancienne borne "5" de la chaussée de Waterloo à Uccle, près de l'avenue Churchill.

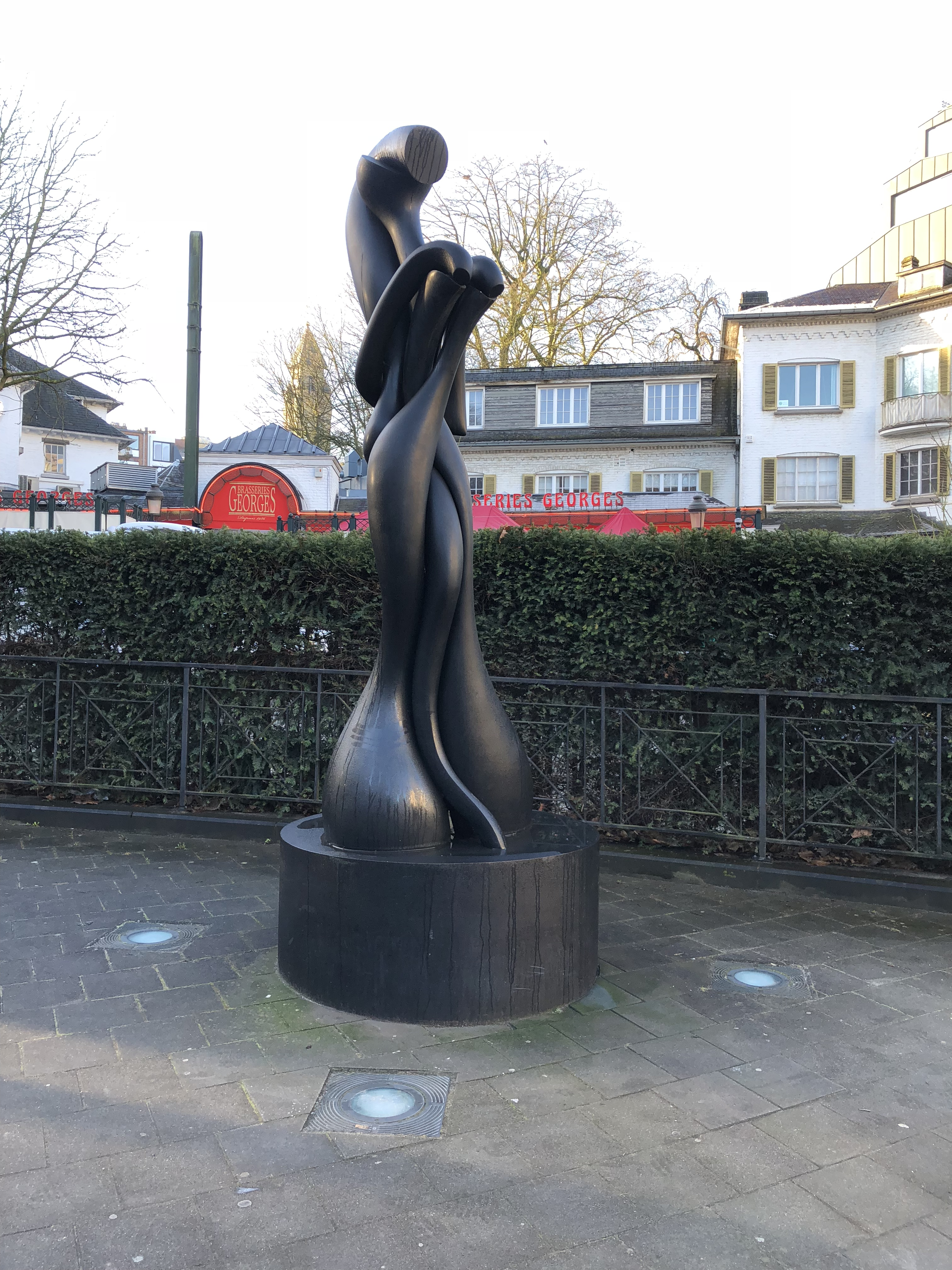
L'Accueil, œuvre de Olivier Strebelle (2004)

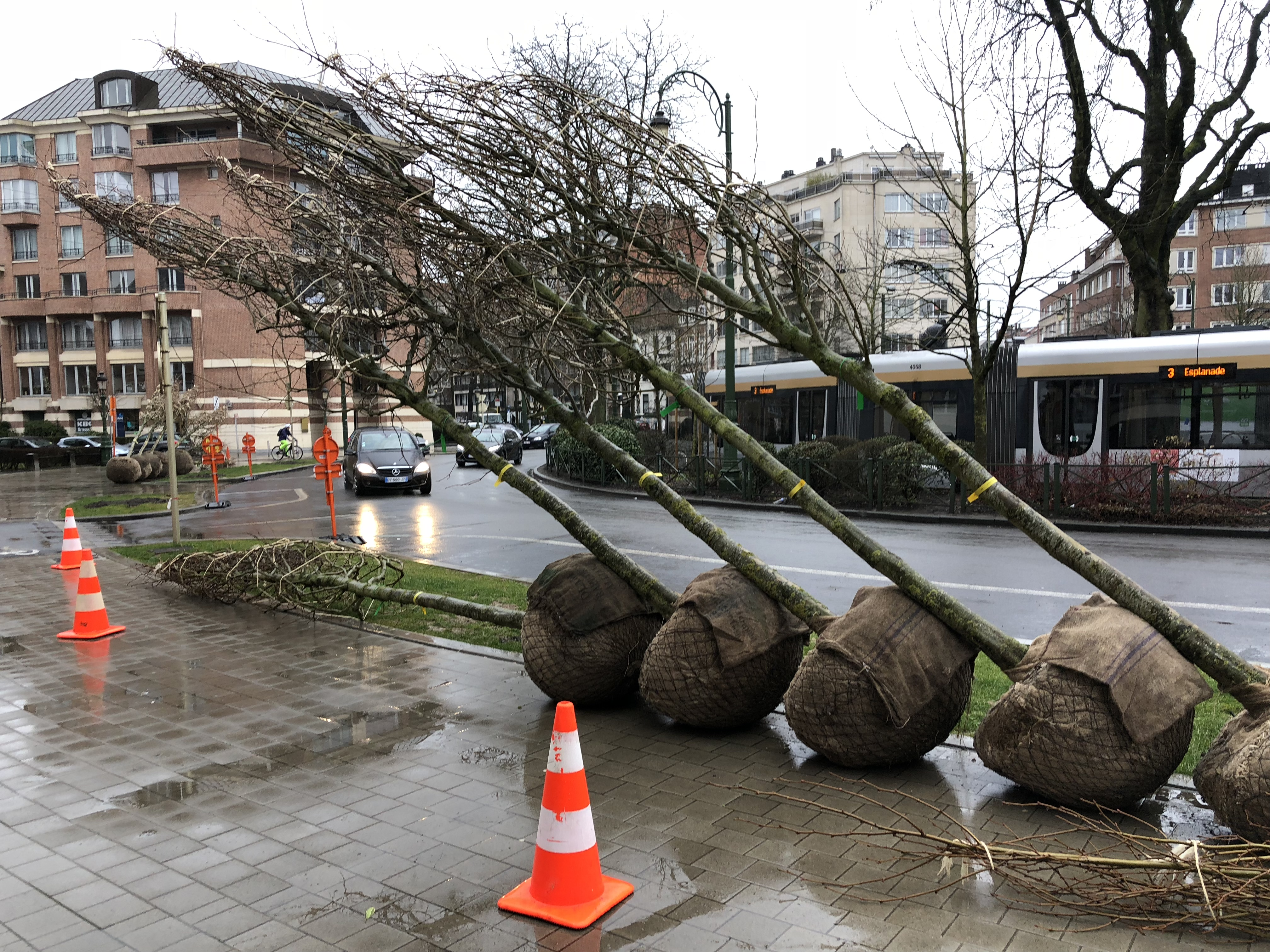
Avant la pose des arbres du rond-point Churchill.